# Rivière Témiscamie
Pour les articles homonymes, voir Témiscamie.
La rivière Témiscamie est un affluent du lac Albanel, coulant dans la municipalité de Eeyou Istchee Baie-James, dans la région administrative du Nord-du-Québec, au Québec, au Canada.
Le cours de la rivière Témiscamie traverse la réserve faunique des Lacs-Albanel-Mistassini-et-Waconichi.
La vallée de la rivière Témiscamie est desservie par la route 167 (sens nord-sud) venant de Chibougamau passant à l'est du lac Témiscamie et empruntant la partie supérieure de la vallée de la rivière Takwa pour remonter vers le nord.
La surface de la rivière Témiscamie est habituellement gelée de la fin octobre au début mai, toutefois la circulation sécuritaire sur la glace se fait généralement de la mi-novembre à la fin d'avril.

## Géographie
D'une longueur de 175 km, la rivière Témiscamie coule vers le sud-ouest pour aller se déverser sur la rive est dans la baie de la Témiscamie du lac Albanel. La rivière Témiscamie s'avère un tributaire majeur du lac Albanel lequel est situé à environ 250 km au nord du lac Saint-Jean.
Les bassins versants voisins de la rivière Témicamie sont :
- côté nord : rivière Eastmain, rivière Tichégami, lac Albanel, lac Mistassini, rivière des Cinq Outardes, rivière Takwa, rivière Kapaquatche, rivière Chéno, rivière Témis, lac Samuel, lac Roxane ;
- côté est : lac Tournemine, rivière Perdue (rivière Témiscamie), lac Coursay, lac Caouachigamau, lac Montcevelle, lac à l'Eau Froide (rivière Témiscamie), lac Témiscamie, lac Béthoulat, lac Témiscamie, lac Caouachigamau, Petit lac Témiscamie, lac Dubray, rivière Péribonka, rivière Kaawiiskwamekwaachiuch ;
- côté sud : Rivière Métawishish, lac Tournemine, rivière Perdue (rivière Témiscamie), lac Coursay, lac Caouachigamau, lac Montcevelle, lac à l'Eau Froide (rivière Témiscamie), lac Béthoulat, lac Mistassini ;
- côté ouest : lac Albanel, lac Mistassini, anse La Galissonnière, rivière Témis, rivière des Cinq Outardes, rivière Takwa, rivière Kapaquatche.

Le lac Laparre (longueur : 5,6 km ; largeur : 1,7 km ; altitude : 721 m) constitue la source de la rivière Témiscamie. Ce lac est alimenté par sept décharges de lacs non identifiés ou ruisseaux, dont la principale décharge provient du sud-ouest. À partir l'embouchure du lac Laparre, la rivière Témiscamie coule sur 230,8 km entièrement en zone forestière selon les segments suivants :
Cours supérieur de la rivière Témiscamie (segment de 72,3 km)
- 7,7 km vers l'est, notamment en traversant sur 3,1 km vers l'est le lac Chineseu (altitude : 662 m) jusqu'à son embouchure ;
- 3,2 km vers le sud-est jusqu'à la rive Ouest du lac Kaawaaschaiyaameskaash (longueur : 4,4 km ; altitude : 616 m) ;
- 12,4 km vers le sud-ouest jusqu'à la décharge (venant de l'ouest) d'un ensemble de lacs non identifiés ;
- 10,7 km vers le sud jusqu'à la rive nord  du lac Indicateur ;
- 17,1 km vers le sud en traversant le lac Indicateur (altitude : 535 m sur sa pleine longueur. Note : le lac Indicateur reçoit du  côté Nord-Est les eaux de la rivière Kaawiiskwamekwaachiuch ;
- 21,2 km vers le sud en formant un crochet vers l'est en fin de segment, jusqu'à la confluence de la rivière Témiscamie Est ;

Cours intermédiaire de la rivière Témiscamie (segment de 86,7 km)
- 21,0 km vers le sud-ouest jusqu'à la décharge (venant du Sud) d'un ensemble de lacs non identifiés ;
- 14,0 km vers le sud-ouest jusqu'à la confluence de la rivière Camie (venant du nord-ouest) ;
- 5,3 km vers le sud-ouest en formant une courbe vers le nord en fin de segment, jusqu'à la confluence de la rivière Témis (venant du nord-ouest) ;
- 7,6 km vers le sud-ouest en formant une courbe vers le nord-ouest en fin de segment, jusqu'à la décharge du lac Béthoulat (venant du Sud) ;
- 10,1 km vers le sud-ouest jusqu'à la décharge (venant de l'ouest) du lac Roxane ;
- 28,7 km vers le sud-ouest en formant quelques boucles vers l'est en début de segment, jusqu'à la décharge (venant du Sud-Est) du lac Caouachigamau ;

Cours inférieur de la rivière Témiscamie (segment de 71,8 km)
À partir de la confluence du lac Caouachigamau, la rivière Témiscamie coule selon les segments suivants :
- 13,2 km vers le sud-ouest jusqu'à la confluence de la rivière Perdue (rivière Témiscamie) (venant de l'Est) ;
- 11,3 km vers le sud-ouest jusqu'à la limite Nord-Est de la réserve faunique des Lacs-Albanel-Mistassini-et-Waconichi. Note : De là, le cours de la rivière descend sur 47,3 km vers le sud-ouest dans la réserve faunique des Lacs-Albanel-Mistassini-et-Waconichi ;
- 20,7 km vers le sud-ouest jusqu'à la confluence de la rivière Tournemine (rivière Témiscamie) (venant du Sud) ;
- 23,7 km vers le sud-ouest jusqu'à la confluence de la rivière Métawishish (ancien nom : "rivière Sepanakosipi") (venant du Sud) ;
- 2,9 km vers le nord-ouest jusqu'à la rive sud-est du lac Albanel[2].

La rivière Témiscamie se déverse au fond de la baie de la Témiscamie située au milieu de la rive sud-est du lac Albanel ; cette baie est bordée à l'ouest par la presqu'île de Chébamonkoue.
À partir de l'embouchure de la rivière Témiscamie, le courant coule vers le nord en traversant le lac Albanel, puis traverse la passe entre la péninsule Du Dauphin (côté Nord-Est) et la péninsule du Fort-Dorval (côté Sud-Ouest), jusqu'à la rive est du lac Mistassini. De là, le courant traverse vers l'ouest le lac Mistassini sur 47,6 km, jusqu'à son embouchure. Finalement, le courant emprunte le cours de la rivière Rupert (via la baie Radisson), jusqu'à la baie de Rupert.

## Toponymie
Deux plans d'eau utilisant le terme "Témiscamie" sont situés dans la partie orientale de la municipalité de Eeyou Istchee Baie-James ; néanmoins, ces plans d'eau n'appartiennent pas au bassin versant de la rivière Témiscamie.
Dès 1825, la Compagnie de la Baie d'Hudson a établi un poste de traite des fourrures sur les bords de la rivière Témiscamie. Ce poste était désignée "Temiskimay" ou "Temiskimay". En 1838, ce poste comptait 19 personnes et 75 en 1858. Les activités de ce poste de traite ont cessé en 1860. En 1914, le géographe Eugène Rouillard fait référence à la rivière Témiscamie dans ses écrits, ainsi qu'au lac Témiscamié. En 1885, ce lac était déjà connu d'Albert Peter Low. Par ailleurs, dans son rapport préliminaire de 1947, le géologue William G. Wahl signale la rivière Témiscamie.
Dans ce secteur, deux autres rivières comportent des éléments toponymiques apparentés : "rivière Témis" et "rivière Camie". D'origine algonquine, l'appellation "Témiscamie" provient des mots "tim" signifiant "profond" et "kami" significant "eau". En langue montagnaise, ce cours d'eau est désigné sous l'appellation "Unistakan Shipu", signifiant "on se lève avec une charge sur le dos". Les Cris utilisent plutôt l'appellation "Kaawaaschaiyaasmeskaash Siipii", de signification inconnue.
Le toponyme "Rivière Témiscamie" a été officialisé le 5 décembre 1968 à la Banque des noms de lieux de la Commission de toponymie du Québec.